# 埃斯科泰河
埃斯科泰河（法語：Escotais，法語發音：[ɛskɔtɛ]），又称奈河（Nais，[nɛ]）或格拉沃河（Gravot，[ɡʁavo]），是法国安德尔-卢瓦尔省与萨尔特省的河流，是卢瓦河的左支流，长23.6千米，发源自讷耶-蓬皮埃尔，于迪赛苏库西永流入卢瓦河。